# Julius Stinde

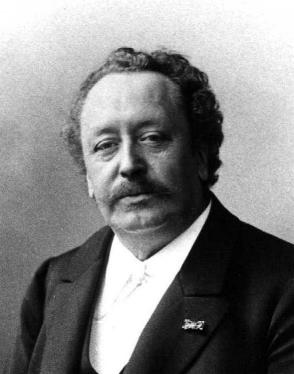
Julius Stinde

Julius Ernst Wilhelm Stinde (* 28. August 1841 in Kirchnüchel bei Eutin; † 5. August 1905 in Olsberg im Sauerland) war ein deutscher Journalist und Schriftsteller. Er hat als Autor die folgenden Pseudonyme benutzt: Theophil Ballheim, Dr. Böhm, Wilhelmine Buchholz, Julius Ernst, David Hersch, Homo Monacensis, Julius Neuland, D. Quidam, J. Steinmann, Dr. Julius Stöhr, Alfred de Valmy und Richard E. Ward.

## Leben
Julius Ernst Wilhelm Stinde wurde in Kirchnüchel in Holstein als zweites Kind des Pfarrers Conrad Georg Stinde (1805–1881) und seiner Frau Holdy Anna Constantine geb. Gardthausen (1811–1848) geboren. 1844 erhielt Stindes Vater die Pfarrstelle in Lensahn. Julius Stinde besuchte das Gymnasium in Eutin, die heutige Johann-Heinrich-Voß-Schule, und begann 1858 eine Apothekerlehre bei Heinrich Joachim Versmann in der Löwenapotheke in Lübeck, die er 1860 aus Gesundheitsgründen aufgab. Er studierte darauf Chemie und andere Naturwissenschaften in Kiel und Gießen und erwarb in Jena 1863 den Doktortitel mit einer Arbeit über die Lichtempfindlichkeit einiger Bromsalze. 1889 wurde er Corpsschleifenträger der Teutonia Gießen.
Von 1864 an arbeitete Julius Stinde als Chemiker und Werksführer bei der Firma Grabe & Co in Hamburg. Vermutlich ab 1865 lieferte er Beiträge zu Zeitungen: Hamburger Gewerbeblatt, Spenersche Zeitung, Jahreszeiten, Hamburger Novellenzeitung, Münchner Fliegende Blätter u. a. In fotografischen Zeitschriften veröffentlichte er Artikel zu chemisch-fotografischen Themen und engagierte sich sehr erfolgreich im „Photographischen Verein Hamburg“, bei dem er zeitweise als Vorsitzender fungierte. Daneben stellte er mikroskopische Präparate für das Rodigsche Institut her, gab Unterricht an einer höheren Knabenschule und hielt Vorträge im Gewerbeverein und im Hamburger Arbeiterbildungsverein.
Seine erste selbstständige Veröffentlichung erschien 1865: Kurzer Katechismus der mikroskopischen Untersuchung des Schweine- und Menschenfleischs auf Trichinen. (Hamburg, J. F. Richter). Seit 1866 betrieb er den Journalismus als Hauptberuf. 1866 erschien auch ein von Stinde bearbeitetes Buch über die Behandlung der Wäsche unter dem Titel Wasser und Seife, für das er erstmals das Pseudonym „Wilhelmine Buchholz“ verwendete. Auf Plattdeutsch verfasste er Schwänke und ernste Theaterstücke, die mit großem und anhaltendem Erfolg vom Hamburger Carl-Schultze-Theater auf die Bühne gebracht wurden. Sehr erfolgreich waren Tante Lotte und Hamburger Leiden (beide Altona 1875). Stinde führte den Erfolg auf die Kunst der plattdeutschen Schauspieler Lotte Mende, Heinrich Kinder, Carl Schultze u. a. zurück.
1876 verließ Stinde Hamburg und zog um nach Berlin. Hier knüpfte er im Verein Berliner Presse, im Verein Berliner Künstler und im Berliner Photographischen Verein (in dem er zeitweise die Stellung des 1. stellvertretenden Vorsitzes einnahm) hilfreiche Verbindungen an, fand Freunde und lernte den Verleger Carl Freund kennen, der im Laufe der folgenden Jahre zwanzig Bücher Stindes herausbrachte. Er war auch Mitglied der dortigen Freimaurerloge Zur Beständigkeit.
Größter Beliebtheit erfreuten sich Stindes realistisch-satirische Geschichten um die Berliner Kleinbürgerfamilie Buchholz. Diese erschienen auf Anregung des Chefredakteurs Arthur Levysohn seit 1878 zunächst als Zeitungsartikel im Deutschen Montagsblatt, später in Schorers Familienblatt, dann in Einzelbänden mit zahlreichen Auflagen, beginnend mit dem Reiseroman Buchholzens in Italien (1883), Die Familie Buchholz (1884), Frau Buchholz im Orient (1888) und zuletzt Hotel Buchholz (1897). Stindes sieben Buchholz-Bücher wurden auch in neun europäische Sprachen übersetzt. Der große Verkaufserfolg der Buchholzbücher zog mehrere Imitationen nach sich, in denen das Personal und die Familienumstände der originalen Stinde-Bücher verwendet wurden. Von Arthur Mennell stammen Buchholtzens in Paris (mit „tz“!) sowie Buchholtzens in der Schweiz. Der Verlag Unflad in Leipzig, der die Bücher herausbrachte, imitierte sogar die äußere Erscheinung der Buchholzbücher. Daneben gab es Die Breslauer Frau Buchholzen und Frau Buchholz im Riesengebirge. Der Lustspielautor Leon Treptow brachte sogar ein Theaterstück heraus, das Die Familie Buchholz hieß. Das Urheberrecht war zu Stindes Lebzeiten noch unterentwickelt, und der Autor war gegen diese Art des Missbrauchs seines geistigen Eigentums machtlos.
Er war mit Johannes Trojan, Julius Stettenheim, Heinrich Seidel, Emil Jacobsen, Ernst von Wildenbruch, Marx Möller und anderen befreundet.
In dem von Emil Jacobsen gegründeten „Allgemeinen Deutschen Reimverein“ war Stinde als „Direktor Theophil Ballheim“ Betreiber einer fiktiven „Dicht-Lehranstalt für Erwachsene“, aus der ergötzliche Texte hervorgegangen sind, die in den Publikationen des Vereins, der Äolsharfe, dem Äolsharfenkalender und dem Äolsharfenalmanach erschienen sind.
Stinde starb 1905 während eines Ferienaufenthaltes in der Villa des Landrats Hans Carl Federath und seiner Frau Ida Kropff-Federath in Olsberg im Sauerland an einem Herzinfarkt. Er wurde in seinem Heimatort Lensahn, wo er zu seinen Lebzeiten alljährlich mehrere Wochen verbrachte, beigesetzt.

## Künstlerisches Schaffen
Stindes schriftstellerisches Lebenswerk umfasste Romane, Erzählungen, Theaterstücke, Gedichte, Satiren, Parodien, Übersetzungen und eine Vielzahl von naturwissenschaftlichen und kulturhistorischen Zeitschriftenaufsätzen, von denen nur ein kleiner Teil zu Büchern verarbeitet worden ist. Die Zeitschriftenaufsätze der letzten Jahre lassen erkennen, dass sie als Grundmaterial für Bücher geschrieben worden sind, die dann nicht mehr erscheinen konnten. Seine satirischen Artikel zu kritikwürdigen Tendenzen der damaligen Naturwissenschaft, die zuerst in der Hamburger Zeitung Reform erschienen, brachte er als Buch unter dem Pseudonym „Alfred de Valmy“ mit dem Titel Die Opfer der Wissenschaft zuerst 1878 heraus. In den höheren Auflagen ist das Buch mit witzigen Zeichnungen von Franz Skarbina geschmückt. Das Buch ist im Zeitalter der Gentechnik und des Klonens ganz aktuell.
Satirische und parodistische Texte bilden einen hohen Anteil in Stindes Werk. In der frühen Hamburger Zeit schrieb er unter dem Pseudonym David Hersch eine Wagner-Parodie mit dem Titel Lohengrün oder Elsche von Veerlann, deren Text verloren ist.  Sein letztes Buch war der parodistische Kolportageroman Emma, das geheimnisvolle Hausmädchen. Dieser Roman hat seinen Ursprung in den Gesindebällen der Schauspieler und Theaterleute. Die ersten Emma-Kapitel wurden in Gestalt von Kolportageheften auf diesen Bällen verkauft, und der Erlös ging an Wilhelm Raabe. Das Buch enthält eine Fülle von Anspielungen an Berliner Persönlichkeiten und Verhältnisse.
Im Jahr 1872 erschien in der Hamburger Novellenzeitung der Roman In eiserner Faust unter dem Pseudonym „J. Steinmann“. Der Roman scheint ein Publikumserfolg gewesen zu sein, denn drei weitere Romane erschienen unter demselben Pseudonym in der Hamburger Novellenzeitung: Der Teufels-Capitain (1876), Die Linde von Harvestehude (1881–1882) und Die Kinder des Elends. Roman aus dem Leben einer großen deutschen Handelsstadt. Wahren Thatsachen nacherzählt von J. Steinmann (1882), wobei Stinde selbst sich nur zur Verfasserschaft von In eiserner Faust bekannt hat. Weitere mit dem Verfassernamen „J. Steinmann“ versehene Romanwerke wie Die Verstoßene (1877), Das Pfeifenrösel von Hamm, Eine Tochter Hamburgs, Prinzessin Goldhaar, Der Thürmer von St. Catharinen, Die Geheimnisse der Residenz und Frau Domina sind in den 70er und 80er Jahren des 19. Jahrhunderts in vielen regionalen Tageszeitungen als Fortsetzungsromane erschienen. Sie weisen im Gegensatz zu dem Roman In eiserner Faust keinerlei Ähnlichkeiten mit Stindes thematischen und stilistischen Eigenheiten auf und sind vermutlich von Literatur-Agenturen (Feuilleton-Korrespondenzen) unter diesem Sammelpseudonym vertrieben worden.

Umschlagillustration der Erstauflage von Buchholzens in Italien (1883)
Umschlagillustration der 28. Auflage (1885) von Buchholzens in Italien
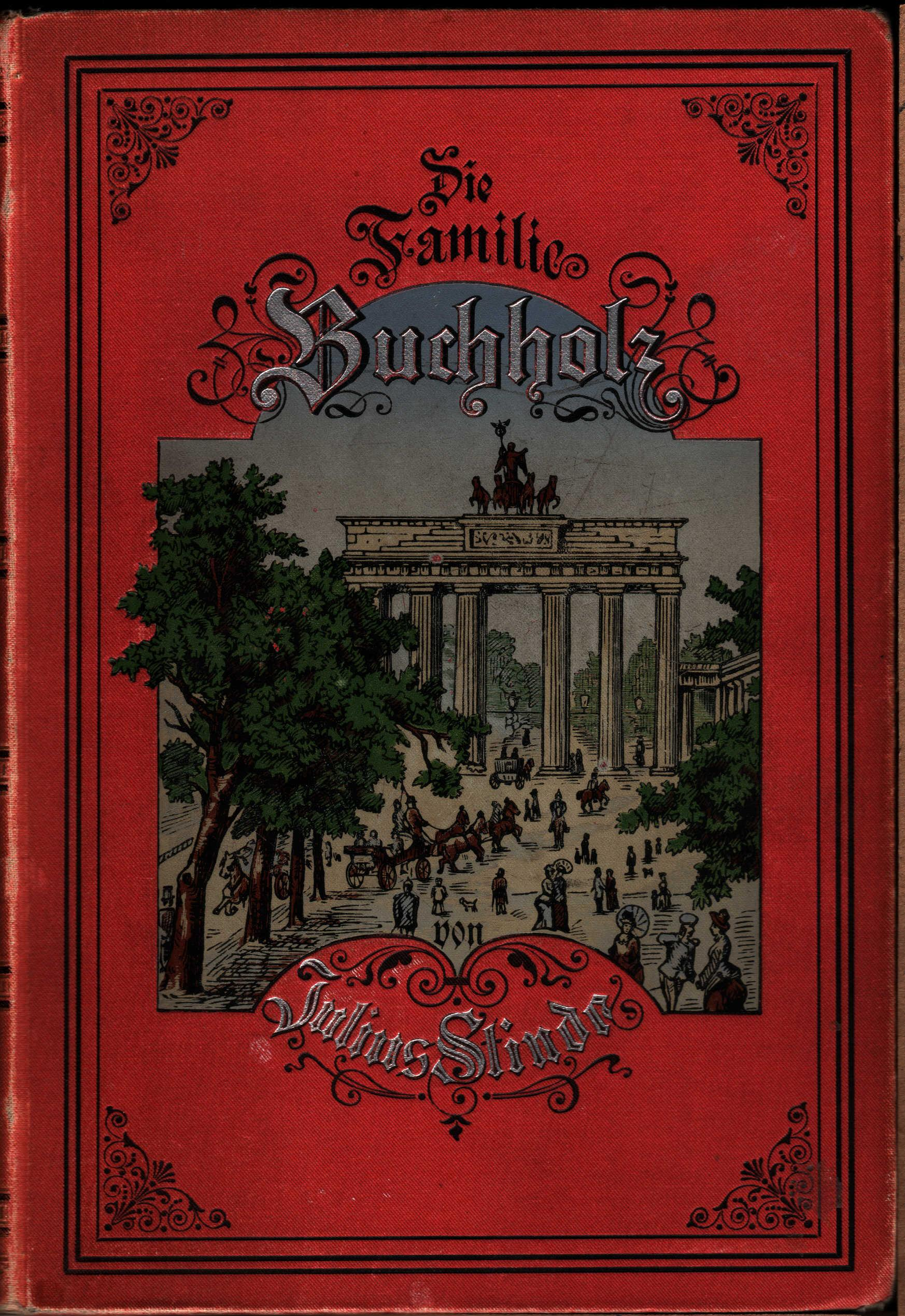
Umschlagillustration zu Die Familie Buchholz
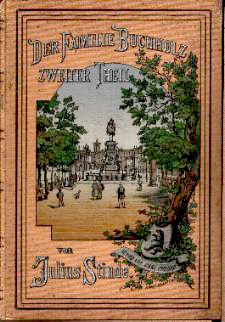
Der Familie Buchholz Zweiter Theil, Umschlagillustration
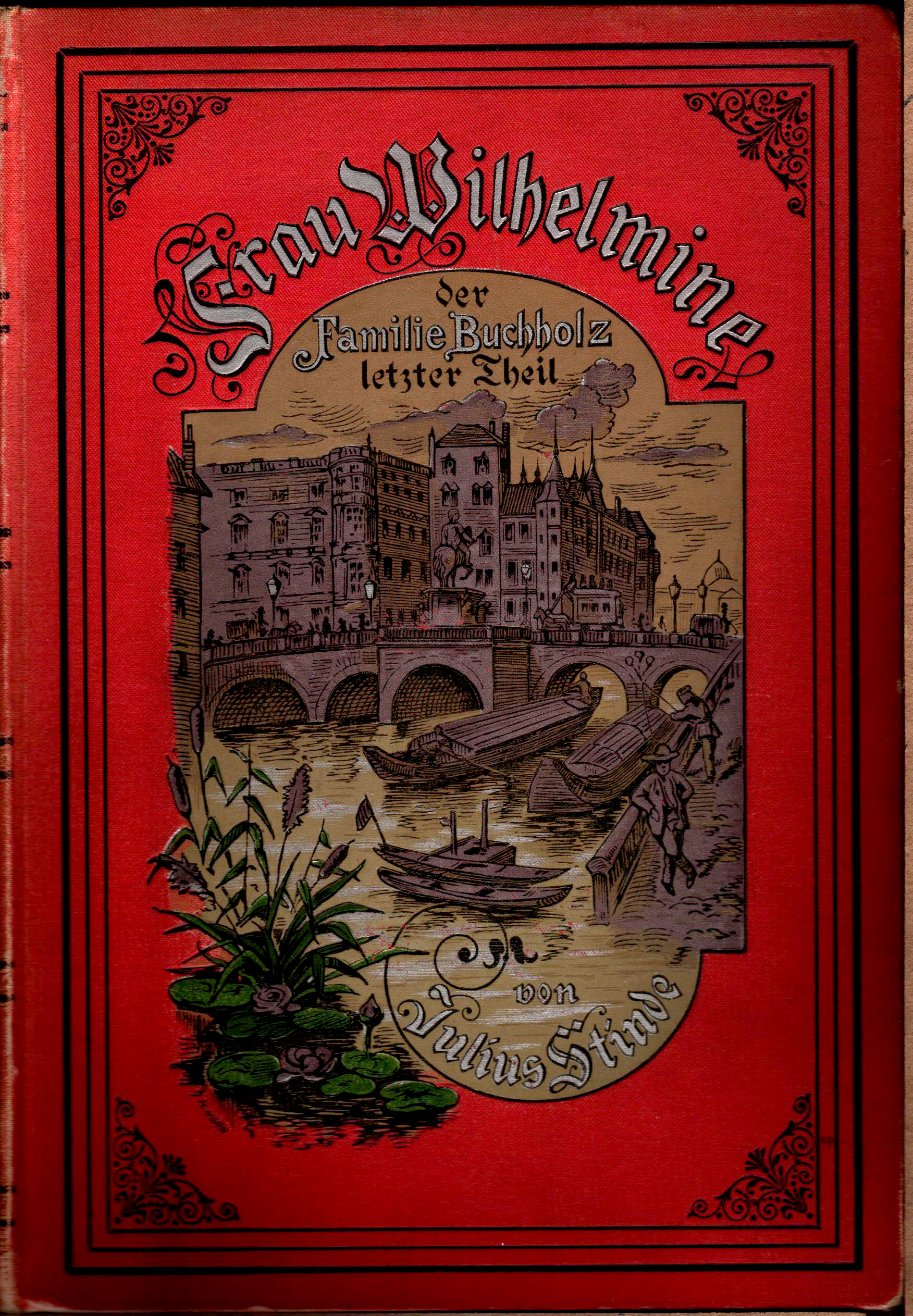
Der Familie Buchholz Dritter Theil (1886), Umschlagillustration
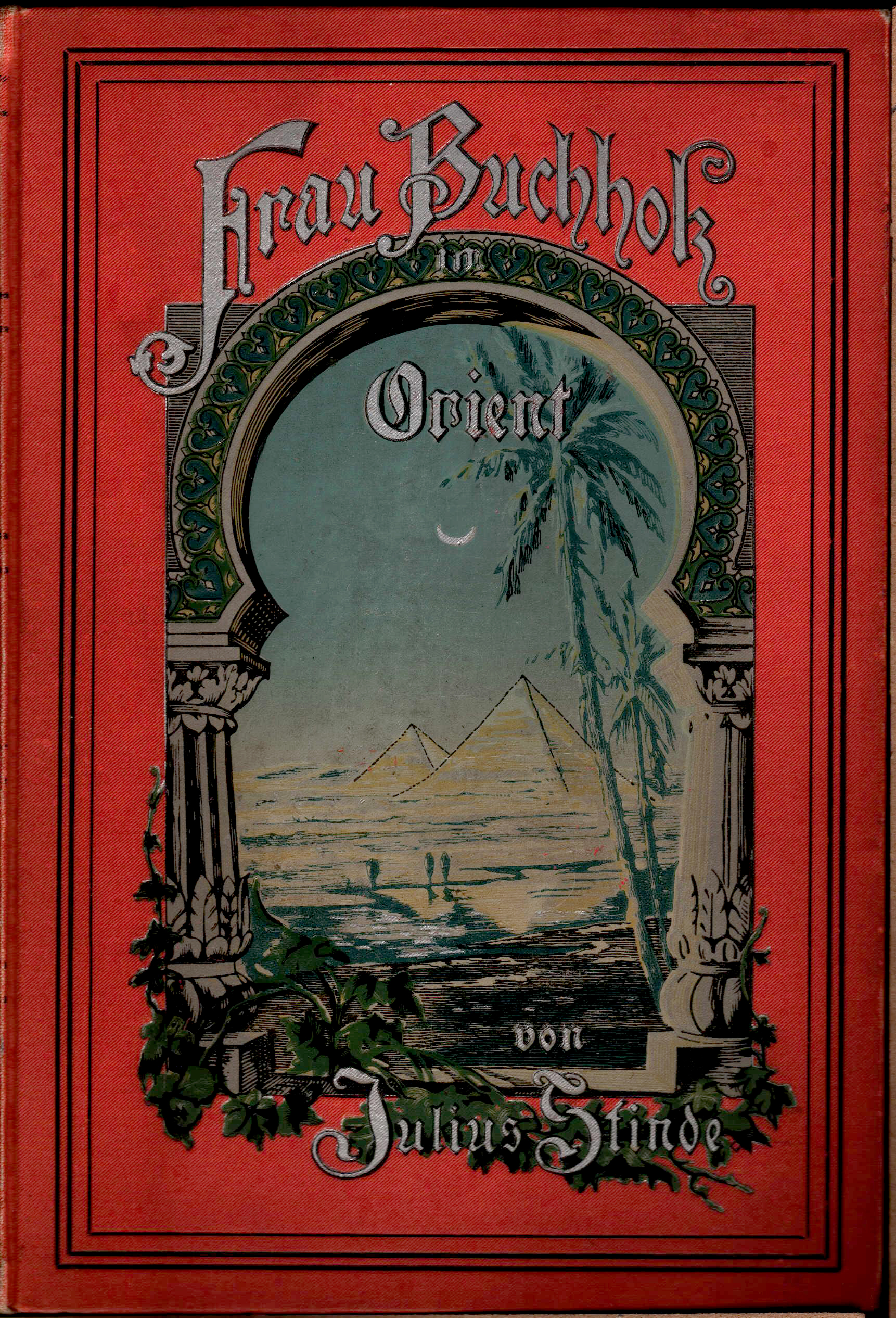
Frau Buchholz im Orient (1888), Umschlagillustration
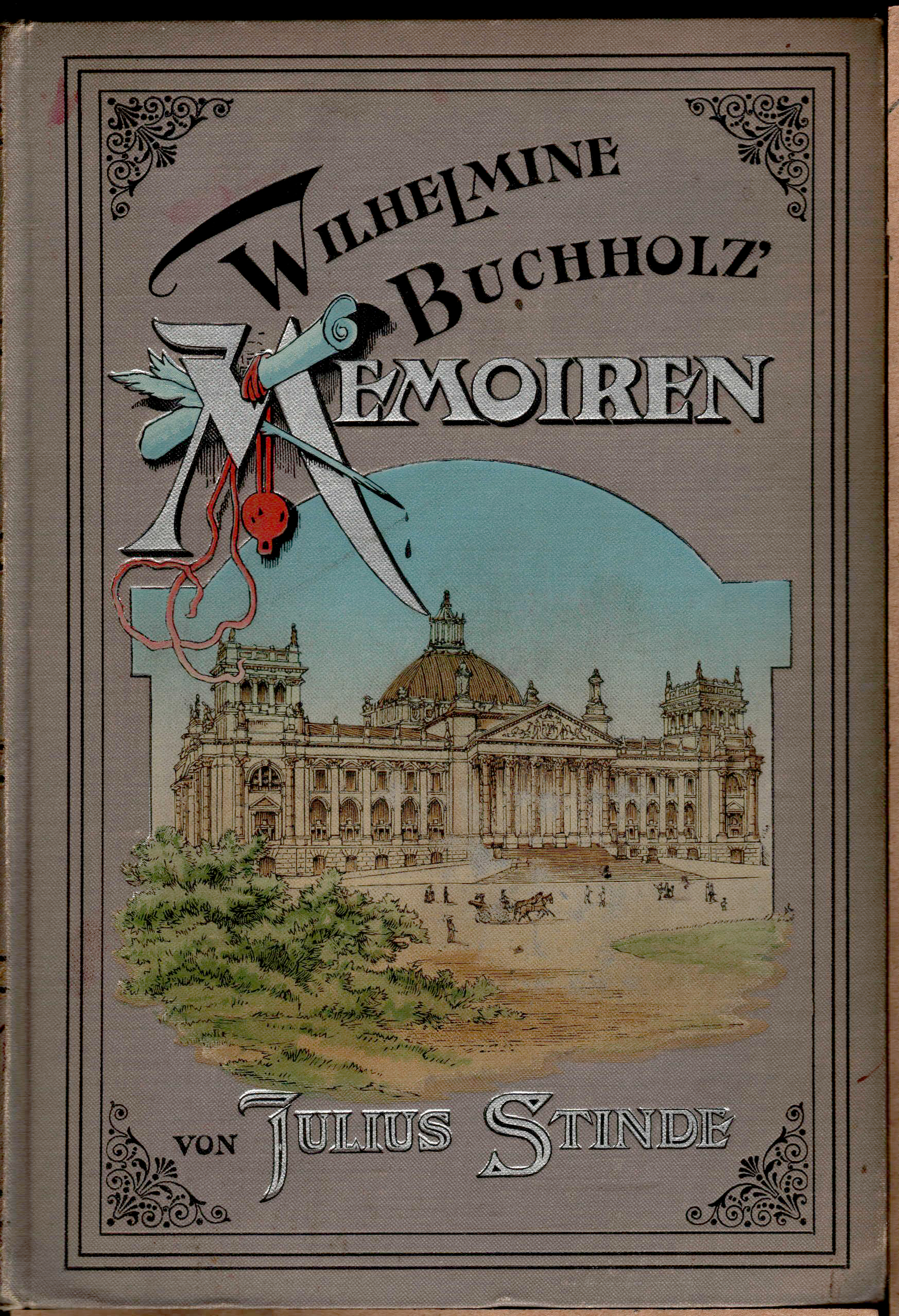
Wilhelmine Buchholz' Memoiren (1895), Umschlagillustration
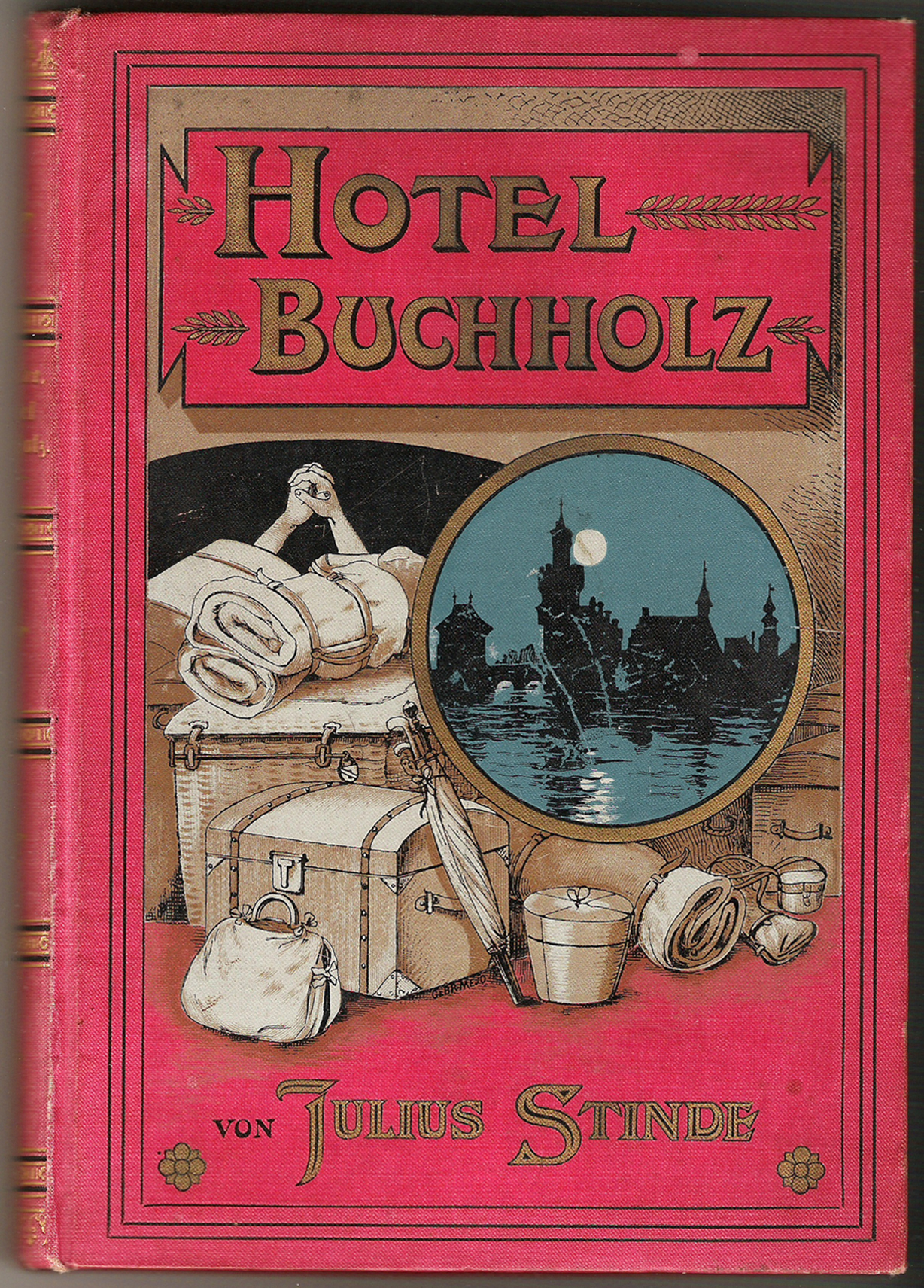
Hotel Buchholz (1897)

## Nachlass

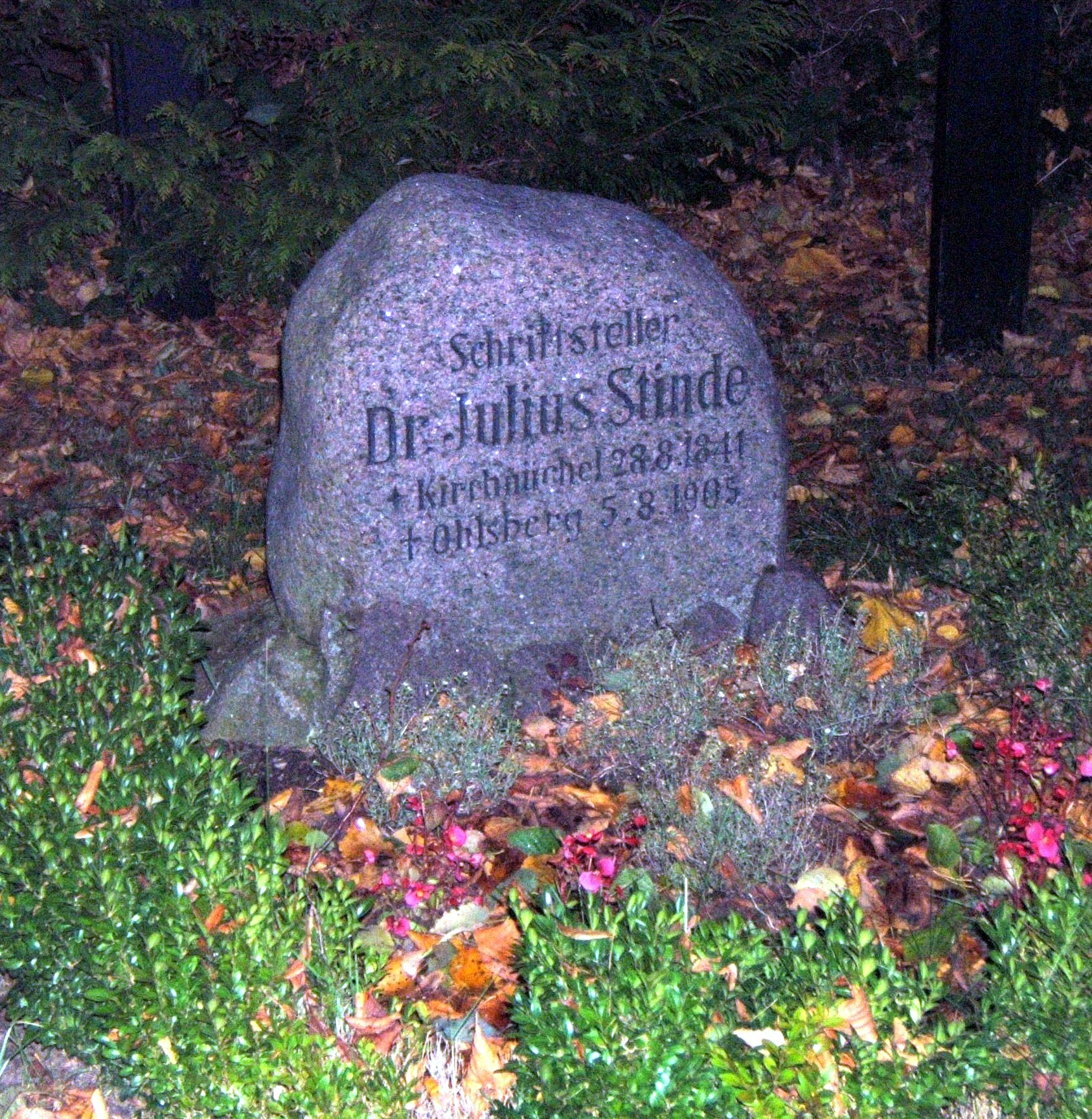
Grabstätte Stindes auf dem Friedhof in Lensahn

Stindes Nachlass ist in mehreren Teilsammlungen überliefert. Im Jahr 1930 gab Adolph Nissen, der mit Conradine Stinde bis zu deren Tode (1925) zusammengelebt hat, Teile des Nachlasses an das Märkische Museum. Anlass war eine Ausstellung unter dem Titel „Alt-Berlin“, bei der auch eine Stinde-Koje eingerichtet wurde. Buchmanuskripte, Briefe und Fotos blieben bei der Literaturabteilung des Märkischen Museums. Die in der damaligen Ausstellung gezeigten Bücher gelangten in die Bibliothek des Märkischen Museums und sind heute in der Hauptbibliothek der Stiftung Stadtmuseum Berlin aufgestellt. Der übrige Nachlass wurde nach Nissens Tode im Jahre 1957 an die Universitätsbibliothek der Freien Universität Berlin abgegeben. Von hier ist dieser Nachlassteil 1979 an die Handschriftenabteilung der Staatsbibliothek zu Berlin abgegeben worden. Er erhielt die Nummer 138 und wird in 8 Kästen aufbewahrt. Einige Bücher sind bei der Universitätsbibliothek der Freien Universität Berlin verblieben, u. a. Stindes Handexemplar seines Buches Ut'n Knick. Die Schleswig-Holsteinische Landesbibliothek hat seit den 1920er Jahren auf Handschriften-Auktionen und aus Antiquariaten Stinde-Briefe und -Manuskripte erworben. Weitere Briefe Stindes befinden sich verstreut in deutschen Bibliotheken und Archiven. Die Gemeinde Lensahn besitzt eine kleine Sammlung von Erinnerungsstücken an Julius Stinde und seine Familie: Porträts, Fotos, die silbernen Tauf-Becher der Stinde-Kinder und Weiteres.

## Werke (Auswahl)

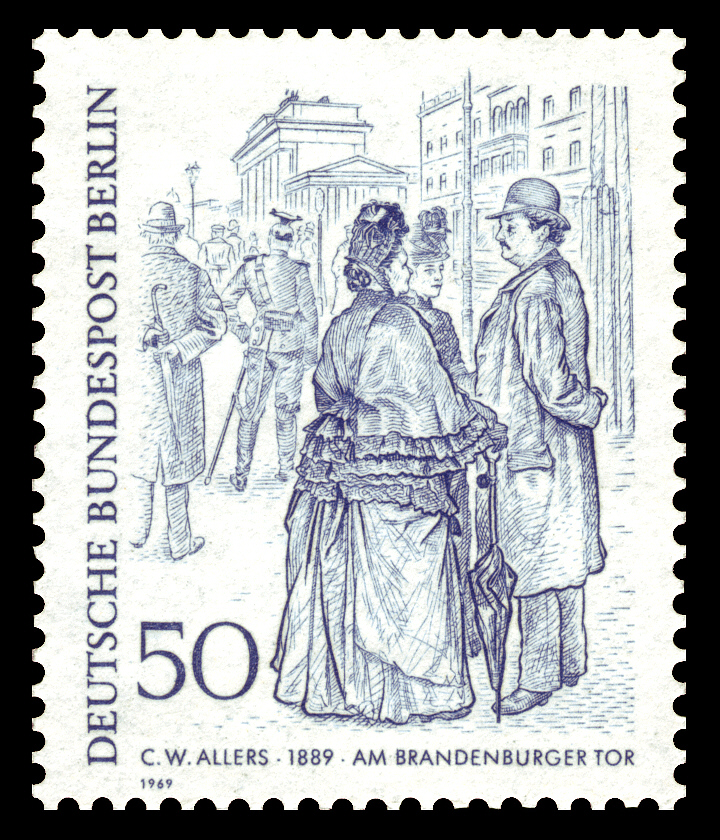
„Am Brandenburger Tor“, Zeichnung aus dem Zyklus Spreeathener (1889) von Christian Wilhelm Allers. Dargestellt ist Julius Stinde im fiktiven Gespräch mit zweien seiner Romanfiguren.

- Wasser und Seife oder allgemeines Wäschebuch. J.F. Richter, Hamburg 1866. (Digitalisat).
- Blicke durch das Mikroskop. J.F. Richter, Hamburg 1870. (Digitalisat).
- Aennchen von Tharau. Romantische Oper in drei Aufzügen von Julius Stinde. Musik von Ernst Catenhusen. Hamburg 1870, (Digitalisat).
- In eiserner Faust. Ein Polizeiroman aus der neuesten Zeit. Verlags-Bureau, Altona 1872, (Unter dem Pseudonym „J. Steinmann“, Digitalisat) Neuausgabe, Luttertaler Händedruck, Bargfeld 2011, ISBN 978-3-928779-30-2.
- Alltagsmärchen. Novelletten. 2 Bände. Richter, Hamburg 1873. (refubium.fu-berlin.de PDF).
- Naturwissenschaftliche Plaudereien. Richter, Hamburg 1873. (Digitalisat).
- Meistersingermotive. Eine Studie über Richard Wagner's „Meistersinger“. Richter, Hamburg 1873 (Digitalisat)
- Hamburger Leiden. Localer Schwank in 5 Acten. Verlags-Bureau, Altona 1875; urn:nbn:de:kobv:109-1-8100229.
- Um rothes Gold. Schauspiel in drei Aufzügen. Von Julius Neuland. Bernstein, Berlin 1877. (Digitalisat)[19]
- Die Opfer der Wissenschaft oder Die Folgen der angewandten Naturphilosophie. Barth, Leipzig 1878 (unter dem Pseudonym „Alfred de Valmy“, Digitalisat), zweite Auflage, Barth, Leipzig 1879, mit den Zeichnungen von Franz Skarbina (Digitalisat)[20]
- Aus der geheimen Werkstatt der Natur! Streifzüge durch Feld und Flur, Haushalt und Leben. 3 Bände. Schloemp, Leipzig 1880.
- Das Dekamerone der Verkannten. Freund & Jeckel, Berlin 1881.(Digitalisat der 2. Auflage 1886)
- Waldnovellen. Freund & Jeckel, Berlin 1881 (Digitalisat).[20]
- Buchholzens in Italien. Freund & Jeckel, Berlin 1883 (31. Auflage: 1885 archive.org).
- Die Familie Buchholz. Freund & Jeckel, Berlin 1884 (20. Auflage: 1885 archive.org). Neuauflage im Jaron Verlag, Berlin 2023, ISBN 3-89773-976-3.
- Berliner Kunstkritik mit Randglossen von Quidam. Freund & Jeckel, Berlin 1884 urn:nbn:de:kobv:109-1-12485032.
- Der Familie Buchholz zweiter Theil. Freund & Jeckel, Berlin 1885 (projekt-gutenberg.org).
- Der Familie Buchholz dritter Theil. Frau Wilhelmine. Freund & Jeckel, Berlin 1886 (projekt-gutenberg.org).
- Die Perlenschnur und Anderes. Freund & Jeckel, Berlin 1887, (Digitalisat)
- Frau Buchholz im Orient. Freund & Jeckel, Berlin 1888, (urn:nbn:de:kobv:109-1-15423206; 32. Auflage: 1893 archive.org).
- Pienchens Brautfahrt. Freund & Jeckel, Berlin 1891, (urn:nbn:de:kobv:109-1-15424614)[20]
- Humoresken. Freund & Jeckel, Berlin 1892, (urn:nbn:de:kobv:109-1-15423113)
- Der Liedermacher. Freund & Jeckel, Berlin 1893, (urn:nbn:de:kobv:109-1-15423254)
- Das Torfmoor. Freund & Jeckel, Berlin 1893 (libsysdigi.library.illinois.edu PDF).
- Martinhagen. Berlin 1893.
- Ut’n Knick. Plattdeutsches. Freund & Jeckel, Berlin 1894, (archive.org).
- Wilhelmine Buchholz' Memoiren. Freund & Jeckel, Berlin 1895, (Textarchiv – Internet Archive).[20]
- Hotel Buchholz. Freund & Jeckel, Berlin 1897, (urn:nbn:de:kobv:109-1-15423034)
- Martinhagen. (Buchausgabe) Freund & Jeckel, Berlin 1900. (Digitalisat des Erstdrucks in Norddeutsche Erzähler)
- Aus dem Theaterleben der Vorstadt (I). In: Velhagen und Klasings Monatshefte, 1900/1901, Jg. 15, Band 1, Heft 1, September 1900, S. 95–102, Teil II. In: Heft 2, Oktober 1900, S. 169–176.
- Emma, das geheimnisvolle Hausmädchen oder der Sieg der Tugend über die Schönheit. Carl Freund, Berlin 1904; ngiyaw-ebooks.org (PDF).
- Heinz Treulieb und allerlei Anderes. Mit 30-seitigem Vorwort von Marx Möller. Freund, Berlin 1906; urn:nbn:de:gbv:32-1-10002999662.
- Spiritismus, Aberglaube, Magie, Geheimwissenschaften. 24 unbekannte Aufsätze aus Zeitschriften und Zeitungen von 1874 bis 1902. Gesammelt und herausgegeben von Ulrich Goerdten. Refubium, Universitätsbibliothek der Freien Universität Berlin 2025. (Elektronische Publikation)

## Rundfunk-, Film- und Fernsehbearbeitungen
- Die Buchholzens. Berliner Geschichten frei nach Julius Stinde. Sendefolge des RIAS Berlin. Regie: Ivo Veit, Buch: Hermann Krause. 1950–1952.
- Familie Buchholz. Nach dem gleichnamigen Roman von Julius Stinde. Regie: Carl Froelich. Drehbuch: Jochen Kuhlmey. Darsteller: Henny Porten, Paul Westermeier, Grete Weiser. Ufa 1943. (Black Hill DVD 82876 52706 9)
- Neigungsehe. Nach Familie Buchholz von Julius Stinde. Regie: Carl Froelich. Drehbuch: Jochen Kuhlmey. Darsteller: Paul Westermeier, Henny Porten, Käthe Dyckhoff. Ufa 1944. (Videokassette VHS und Black Hill DVD)
- Die Buchholzens. Chronik einer Familie in 7 Teilen. Regie Harald Philipp. Buch: Karl Wittlinger. Darsteller: Eva Kotthaus, Hans Caninenberg, Harald Juhnke, Erich Schellow, Maria Körber. Sendung des ZDF vom 3. September 1974 – 26. Oktober 1974